# Svepask

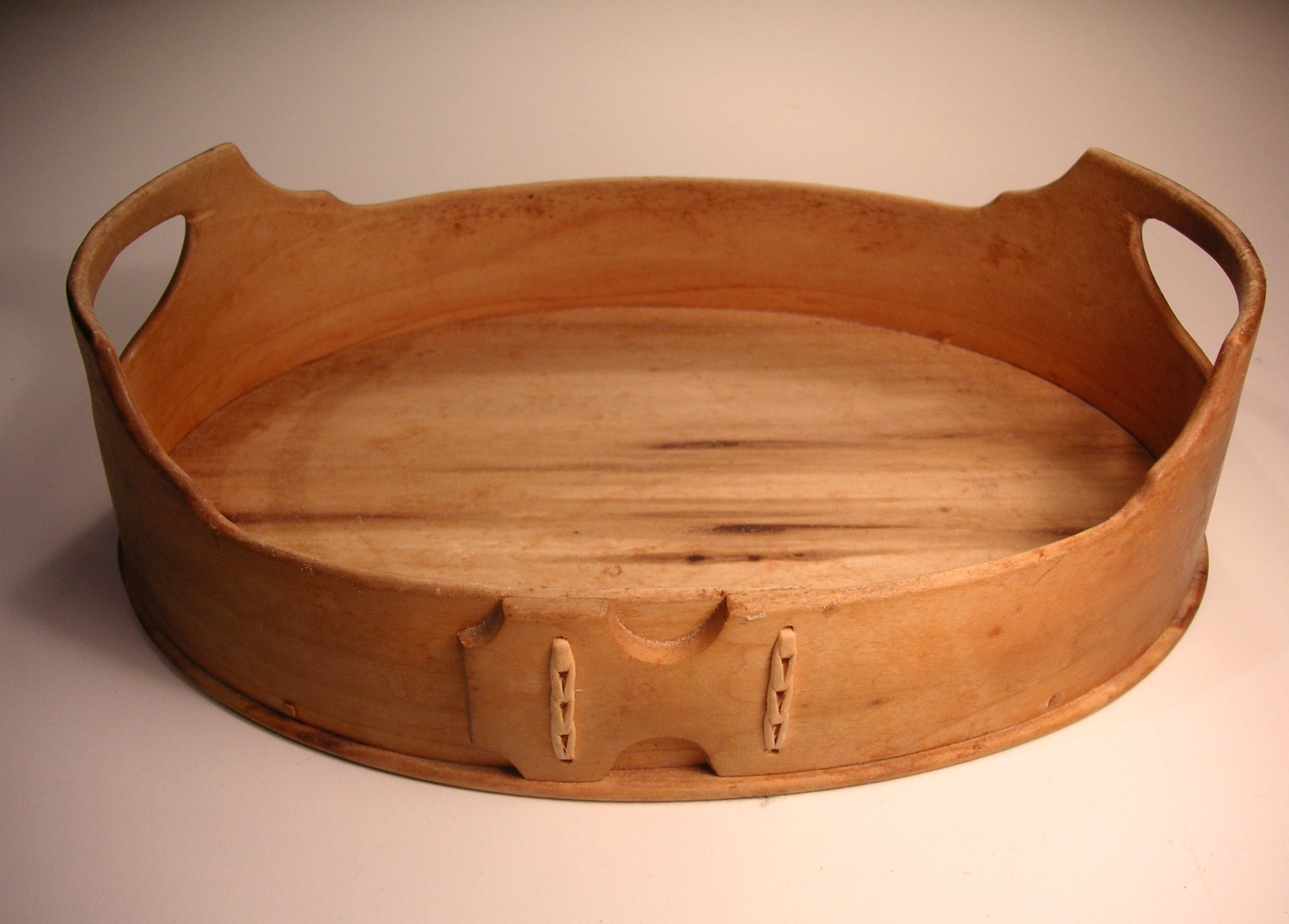
Brödkorg i svepteknik

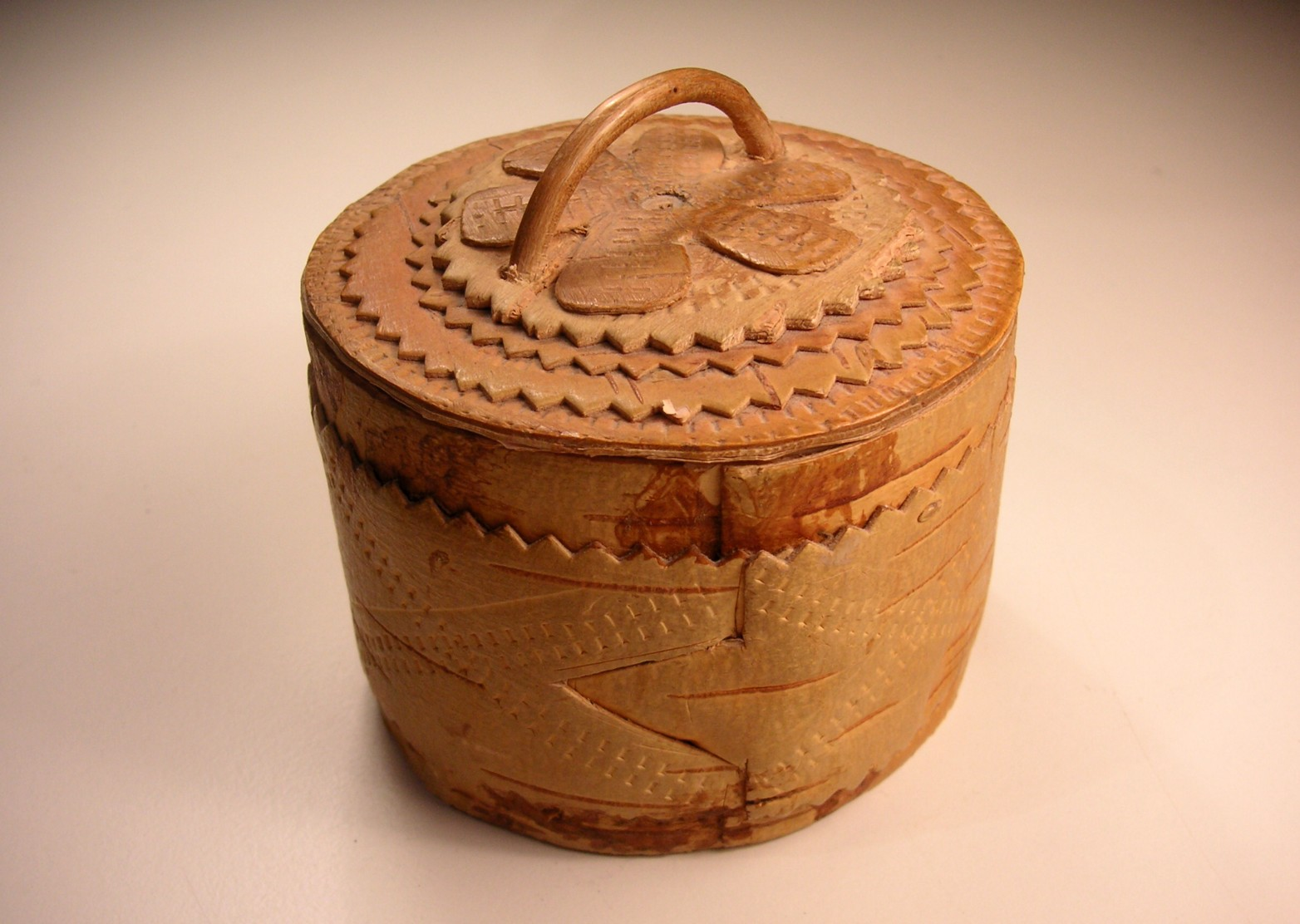
Svepask av björknäver

Svepask eller äska är ett förvaringskärl tillverkat av ett tunt spån som böjts runt en rund eller oval mall.
Tekniken har förekommit i Nord- och Mellaneuropa samt delar av Väst- och Östeuropa, däremot inte i Sydeuropa.

## Framställning
För att kunna böja spånet behöver det basas över eld  alternativt kokas i vatten. När spånet torkat tas det bort från mallen varefter ändarna läggs omlott och svepet sys ihop med exempelvis rottrådar, vingpennor eller som hos samerna med tenntråd. Sömmarna är ofta konstnärligt utformade men den vanligaste sömmen liknar kedjesöm. Nuförtiden limmas ofta ändarna innan man syr ihop dem. Ändarna får ofta konstnärlig utformning.
Botten och lock formas efter svepets form. I södra Sverige har Svepet fästs omkring botten. I norra Sverige har i stället svepet falsats in i botten. Locket kan vara med eller utan handtag och många olika låsningar av locket är kända. Botten fästs i svepet med träpluggar och kan vara tät eller vara genombruten för att fungera som såll.
I södra Sverige har svepen vanligen tillverkats av ädelträ. Från Dalarna och norrut vanligen av björk, medan man i övre Norrland och Finland gjort svepen av asp.

## Historia
Svepaskar har funnits från mycket enkla, odekorerade bruksföremål till mer arbetade med konstnärligt utformade svepändar och sömmar och har målats eller dekorerats med karvsnitt.
Svepaskar är kända sedan stenåldern och har använts som förvaringskärl, exempelvis för smör, att packa i för resor och som matsäckskärl. Svepaskar har kunnat tillverkas helt täta och har använts även för flytande varor. 
Bland nomadiserande samer var svepkärlet den enda egentliga möbeln i en kåta. Varje vuxen ägde ett svepkärl. Ibland kunde även mindre tillverkas till barn som de hade med sig under flyttningarna. I färdskrinet förvarades där saker som till exempel gehäng, bälten, silver, skedar, kläder och bandgrind. Svepteknik har en viktig plats i samernas hantverkstradition då kärlen är lätta att bära och flytta. En nödvändighet för nomadiserande samer vars redskap och bohag snabbt skulle kunna flyttas till en ny boplats.
Numera används svepaskar till förvaring av knäckebröd och som kak- och brödfat. Större och finare svepaskar kunde förvara mindre klädesplagg och smycken.

## Etymologi
Ordet svepask syftar på att asken är gjord av tunt trä som svepes (runt en mall). Äska betyder ursprungligen 'liten låda av aske'.